# Sunraycer

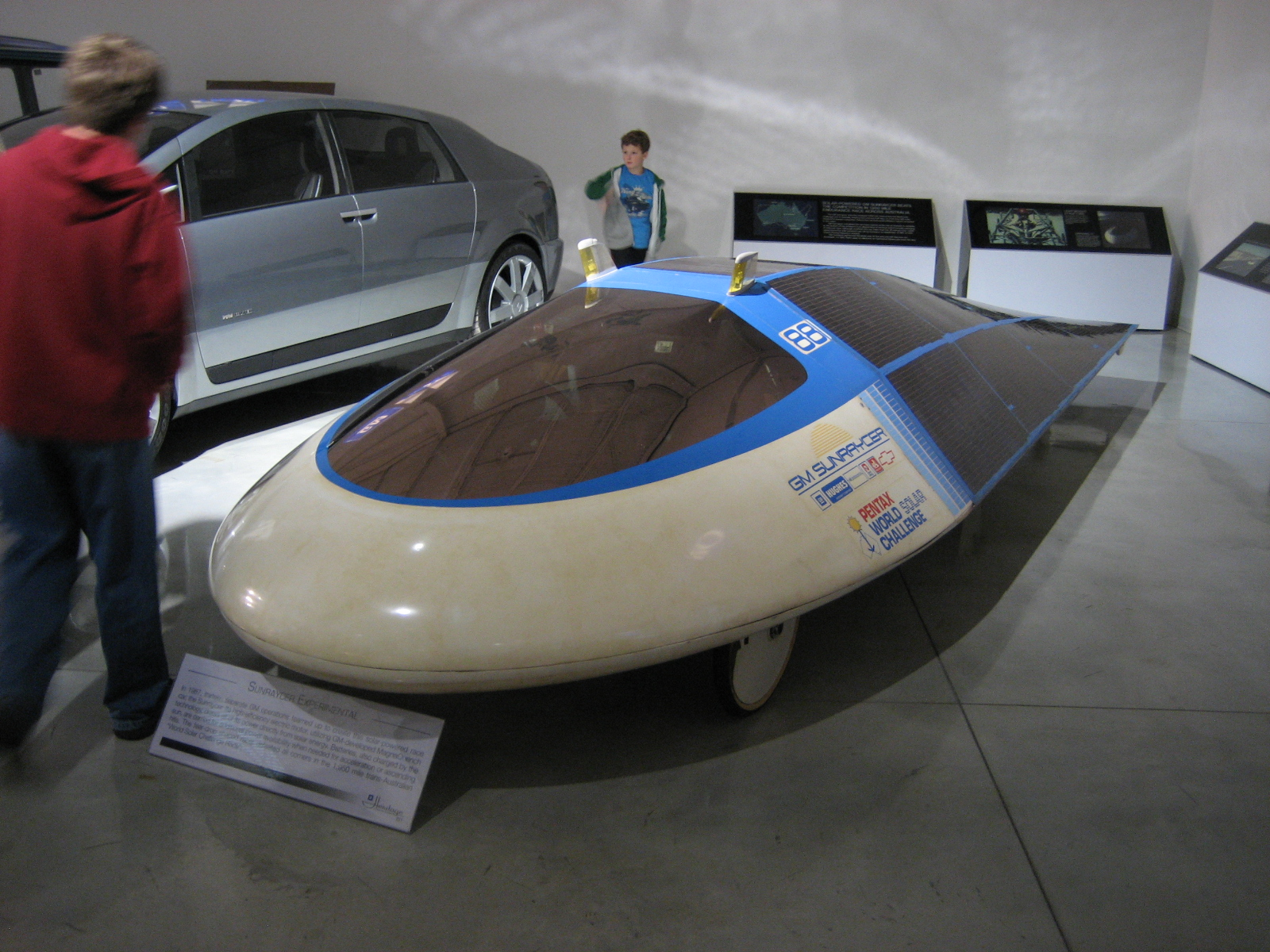
GM Sunraycer

De Sunraycer was een zonnewagen die in 1987 de eerste race voor zonnewagens won. Inmiddels staat deze race bekend als de World Solar Challenge, een wedstrijd die tweejaarlijks in Australië wordt gehouden. 
De Sunraycer was een samenwerkingsverband tussen General Motors, AeroVironment en Hughes Aircraft.
Met 8800 zonnecellen en een gewicht van 265 kg bereikte de Sunraycer een topsnelheid van 109 km/uu, wat een wereldrecord is voor zonneauto's. 
Ruim 3000 km legde de Sunraycer af, tussen Darwin en Adelaide, in een tijd van 44 uur en 54 minuten met een gemiddelde snelheid van 66,9 km/uur. De technieken die waren ontwikkeld met de Sunraycer leidden later tot de ontwikkeling van de General Motors EV1, de eerste commerciële elektrische auto van GM. 
De Sunraycer staat nu als museumstuk in het Smithsonian Institution in Washington D.C..